# Samojedzi

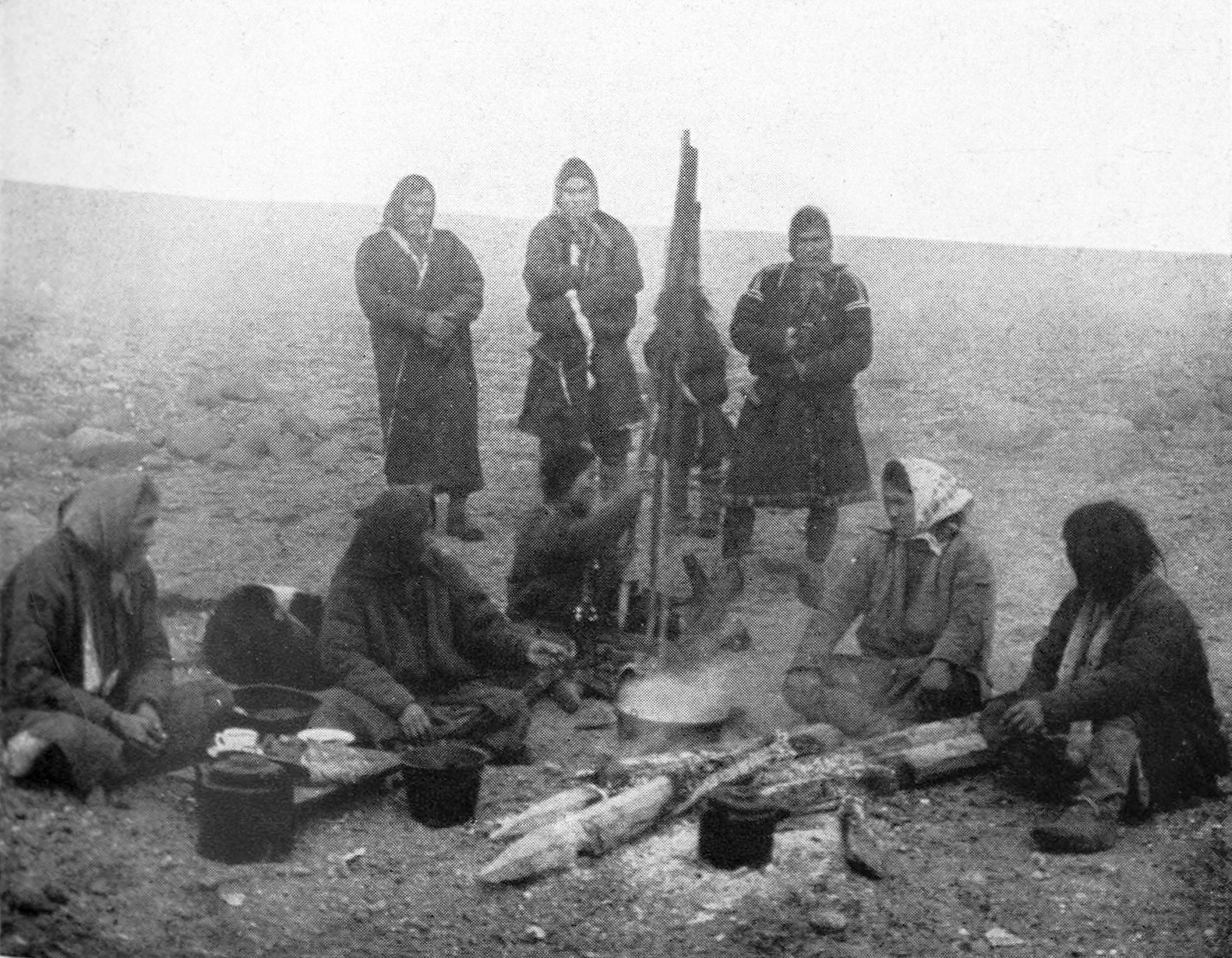
Samojedzi (1914)

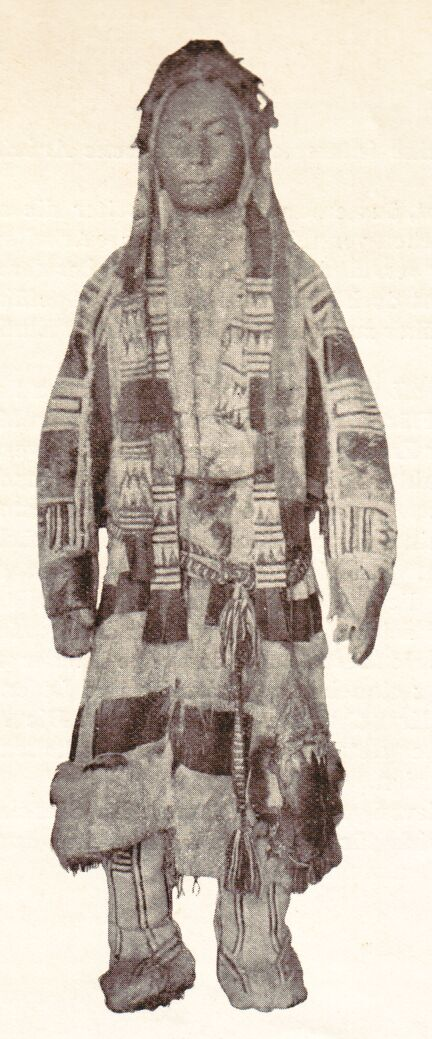
Zimowy strój Samojedów

Samojedzi, także ludy samodyjskie – zbiorcza nazwa kilku autochtonicznych narodów zamieszkujących północno-zachodnią Syberię (Rosja). Posługują się językami z grupy samojedzkiej, należącej do rodziny uralskiej. Ludy te mają własne okręgi autonomiczne: Nieniecki i Jamalsko-Nieniecki.
Do Samojedów zaliczają się następujące, istniejące do dziś narody: 
- Nieńcy (dawniej: Samojedzi, Juraci, 41 302 osoby)
- Eńcy (dawniej: Jenisej-Samojedzi, 237 osób)
- Nganasanie (dawniej: Tawgijczycy, Tawgi-Samojedzi, 834 osoby)
- Selkupowie (dawniej: Ostiak-Samojedzi, 4249 osób)

Spośród wymarłych narodów samojedzkich najdłużej, do XX w. przetrwali Kamasyńcy (Południowi Samojedzi).
Dawniej nazwa Samojedzi oznaczała zarówno ową grupę narodów, jak i samych tylko Nieńców, będących najliczniejszym i najlepiej znanym (z powodu względnej bliskości geograficznej) ludem z tej grupy. To drugie znaczenie słowa Samojedzi jest obecnie rzadko spotykane.

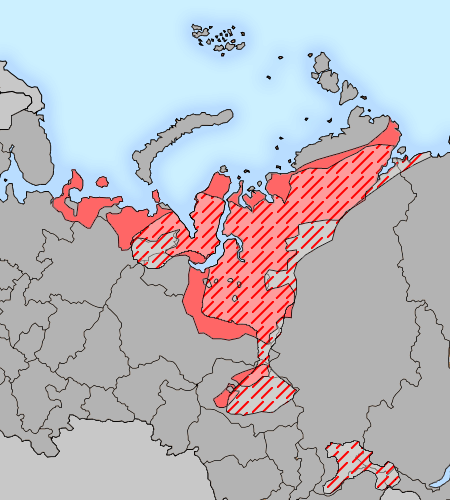
Rozpowszechnianie Samojedów w XVII wieku (czerwona linia przerywana) i XX wieku (kolor czerwony jednolity).

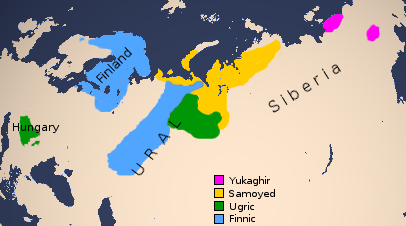
Rozmieszczenie geograficzne języków rodziny uralskiej:
języki fińskie
języki ugryjskie
języki samojedzkie
język jukagirski

     języki fińskie
     języki ugryjskie
     języki samojedzkie
     język jukagirski

## Etnogeneza
Pochodzenie narodów grupy samojedzkiej nie jest jasne i na ten temat wykształciło się kilka hipotez. 
Narody samojedzkie zamieszkiwały znacznie większe niż obecnie obszary, nie tylko na północnej, ale i w południowej Syberii. Ludy południowosyberyjskie (m.in. Kamasyńcy) w wyniku sąsiedztwa ludów tureckich aż do XIX w. podlegały systematycznej turkizacji, w wyniku której zatraciły swe języki i obecnie wchodzą w skład grup narodowościowych pochodzenia tureckiego. 
Według najbardziej rozpowszechnionych teorii południowa Syberia była ojczyzną Samojedów i stamtąd rozprzestrzenili się oni w położone bardziej na północ rejony.